# Stazione di Giave
Stazione di Giave vasútállomás Olaszországban, Szardínia régióban, Giave településen.

## Vasútvonalak
Az állomást az alábbi vasútvonalak érintik:
- Cagliari–Golfo Aranci Marittima-vasútvonal

## Kapcsolódó állomások
A vasútállomáshoz az alábbi állomások vannak a legközelebb: 
- Stazione di Torralba
- Stazione di Bonorva